# NGC 2581
NGC 2581 is een balkspiraalstelsel in het sterrenbeeld Kreeft. Het hemelobject werd op 7 maart 1885 ontdekt door de Franse astronoom Édouard Jean-Marie Stephan.

## Synoniemen
- UGC 4388
- MCG 3-22-10
- ZWG 89.19
- IRAS08216+1845
- PGC 23599